# Носов Володимир Володимирович
Носов Володимир Володимирович (нар. 18 липня 1989, Харків, УРСР) — український підприємець, засновник та CEO криптовалютної біржі WhiteBIT, інвестор та президент футбольного клубу «Металіст 1925».

## Біографія
Народився 18 липня 1989 року в Харкові, закінчив СШ № 131. 2007 почав працювати торговим представником, працював супервайзером, був керівником відділу продажів. 2011 року заснував дистриб'юторську компанію.
У 2017 році продав частку компанії та почав діяльність, пов'язану з крипторинком.
У 2018 році заснував криптовалютну біржу WhiteBIT, що співпрацює з Дія, Netflix, Lifecell, Monobank, Faceit, ФК «Барселона», ФК «Трабзонспор», національною збірною України з футболу, Києво-Могилянською академією.
У вересні 2023 року став інвестором харківського ФК «Металіст 1925» і його президентом.
У листопаді 2024 Володимира Носова було призначено Почесним консулом України на Балеарських островах, яке відкрилось у Пальмі для співпраці між Україною та Іспанією.
У грудні 2024 року увійшов до складу Стратегічної ради Diia.City United, працюючи разом з Артемом Бородатюком, Олегом Гороховським та Олександром Конотопським.

## Благодійність
5 листопада 2022 року в Лондоні на благодійному аукціоні RM Sotheby's Носов придбав автомобіль співака Фредді Мерк'юрі Rolls-Royce Silver Shadow 1974 року випуску за 250 тис. фунтів, виставлений на продаж Андрієм Данилком. Гроші мали витратити на будівництво центру реабілітації та протезування в Україні.
У травні 2022 року біржа WhiteBIT придбала нагороду України на конкурсі «Євробачення 2022» — кришталевий мікрофон, яку Kalush Orchestra та Сергій Притула продали за $900 000 на благодійному аукціоні.
У жовтні 2022 року Носов задонатив 1 млн грн на придбання «Ловця шахедів» у межах збору від Монобанку та Лачена.
У грудні 2023 року на благодійному аукціоні від Forbes Ukraine Носов придбав барабани Mapex Saturn гурту «Бумбокс» за $400 тис.
За 2,5 роки повномасштабної війни Носов та WhiteBIT спрямували понад 445 млн гривень на підтримку української армії та допомогу цивільним.

## Нагороди
- Відзнака «За сприяння війську» від колишнього Головнокомандувача ЗСУ Валерія Залужного[27] – 2024
- Медаль «За оборону Харкова»[28]
- Відзнака «За значний особистий внесок у справу утвердження та зміцнення державної безпеки України» від голови СБУ Василя Малюка[28] – 2024
- Відзнака «За сприяння та співпрацю в наданні допомоги Українській армії» від керівника ГУР Кирила Буданова[28][26] – 2024
- Відзнака за вклад у допомогу Збройним силам України від РНБО[26][29]
- Відзнака за підтримку України від United24[28] – 2024

## Родина
Дружина Ірина Носова, двоє дочок — Кіра та Сніжана.